# Il porto dei sogni incrociati
Il porto dei sogni incrociati (Drömmar vid havet) è un romanzo dello scrittore svedese Björn Larsson, pubblicato nel 1997.
Il romanzo ha vinto in Francia, nel 1999, il Prix Medicis étranger.

## Trama
(Björn Larsson, Il porto dei sogni incrociati)
Il capitano Marcel vive con leggerezza senza legami stabili. Durante quattro soste in altrettanti porti conosce quattro persone: una malinconica giovane a Villa García, a Marstal un ingegnere informatico, un gioielliere a Kinsale e una matura donna a Tréguier che, nonostante lo abbiano frequentato fugacemente, si legano a lui cercando di rincontrarlo.
La ragazza di Villa García, Rosa Moreno, ha avuto un rapporto con Marcel ed è incinta. Innamorata vorrebbe partire per il mondo con lui. Madame Le Grand è una vedova di Tréguier che accoglie nella sua casa i marinai provenienti da tutto il mondo. Trascrive e conserva in un archivio le loro storie nella speranza di tramandarne per sempre il ricordo. Colpita dal carattere gioviale ma dalla profondità d'animo di Marcel, pensa di esserne innamorata. L'ingegnere di Marstal, Jacob Nielsen, vorrebbe lasciare la sua traccia sui computer di tutto il mondo. Avendo appreso da Marcel la simile missione Madame Le Grand si è data, vorrebbe conoscerla e per questo tenta di rintracciare il capitano per sapere dove incontrare la donna. Il gioielliere irlandese Peter Sympson ha avuto da Marcel una preziosa pietra da rivendee per suo conto e vuole incontrarlo per consegnargli il denaro pattuito. I quattro, senza conoscersi, si ritrovano inaspettatamente sulla banchina del porto di Kinsale mentre la nave di Marcel sta per attraccare. Il capitano è stupito dalla presenza dei quattro e, spiazzato, decide di accoglierli a bordo per una breve crociera che darà modo a lui e agli altri di conoscersi meglio e di svelare i motivi per i quale lo hanno voluto incontrare. Con la scusa di dover effettuare delle riparazioni al motore, Marcel ottiene l'autorizzazione dall'armatore ad effettuare una sosta in rada a Baltimore. I passeggeri hanno modo di conoscersi e di familiarizzare con gli altri membri dell'equipaggio: lo svedese Sundgren, ottimo marinaio ma che rifugge le responsabilità, tanto da accontentarsi di rimanere vice comandante, il macchinista inglese Edwards, appassionato di motori e di donne, il marinaio filippino Castro, che si carica di lavoro e straordinari per potersi comprare un'auto Mercedes, status symbol per la sua famiglia, e l'irlandese O'Brian, anch'egli con una famiglia da mantenere e la massima aspirazione di vedere la sua nazionale di rugby trionfare al torneo cinque nazioni. Dopo alcuni giorni trascorsi a bordo e un confronto con i passeggeri, Marcel rivela il suo passato. Nato a Giacarta, figlio di un missionario olandese e madre indonesiana della casta degli intoccabili, rimase orfano a tredici anni, quando la sua famiglia venne sterminata durante i massacri indonesiani del 1965-1966. Creduto morto, si salvò fortunosamente e fuggì su una nave imbarcandosi come clandestino. Da quel momento iniziò la sua nuova vita da marinaio.
Marcel abbandonerà i compagni licenziandosi, lasciando il comando a Sundgren. I quattro passeggeri comprenderanno che il carattere e il doloroso passato del capitano, non gli permette di stringere rapporti duraturi con nessuno. Peter Sympson si innamorerà di Rosa Moreno, riconoscerà suo figlio e vivranno insieme mentre Jacob Nielsen, innamoratosi di Madame Le Grand, ricambiato, si offrirà di informatizzare il suo archivio.

## Edizioni
- (SV) Björn Larsson, Drömmar vid havet, 1ª ed., Stoccolma, Norstedts Förlag, 1997, ISBN 9789119720528.
- (FR) Björn Larsson, Le Capitaine et les rêves, traduzione di Philippe Bouquet, Parigi, Grasset, 1999, ISBN 9782246564119.
- (DE) Björn Larsson, Träume am Ufer des Meeres, traduzione di Knut Krüger, Monaco di Baviera, Goldmann Verlag, 2001, ISBN 9783442447183.
- Björn Larsson, Il porto dei sogni incrociati, traduzione di Katia De Marco, postfazione di Paolo Lodigiani, n. 97, Milano, Iperborea, 2001, ISBN 9788870910971.